# Coventry North West (circonscription britannique)
Pour les articles homonymes, voir Coventry (homonymie).
Circonscription parlementaire de la Chambre des communes
La circonscription de Coventry North West est une circonscription située dans le West Midlands et représentée à la Chambre des communes du Parlement britannique.

## Géographie
La circonscription comprend :
- La partie nord et ouest de la ville de Coventry
  - Les quartiers de Holbrooks, Whitmore Park, Radford, Allesley et Allesley Green

## Membres du Parlement
Les Membres du Parlement (MPs) de la circonscription sont:
| Élection | Élection | Membre            | Parti        | Portrait |
| -------- | -------- | ----------------- | ------------ | -------- |
|          | Fev 1974 | Maurice Edelman   | Travailliste |          |
|          | 1976     | Geoffrey Robinson | Travailliste |          |
|          | 2019     | Taiwo Owatemi     | Travailliste |          |

## Résultats électoraux

### Élections dans les années 2010
| Parti         | Parti                | Candidat             | Voix   | %    | ±    |
| ------------- | -------------------- | -------------------- | ------ | ---- | ---- |
|               | Travailliste         | Taiwo Owatemi        | 20,918 | 43,8 | 10.2 |
|               | Conservateur         | Clare Golby          | 20,710 | 43,4 | 6.7  |
|               | Libéral Démocrate    | Greg Judge           | 2,717  | 5,7  | 4.1  |
|               | Brexit               | Joshua Richardson    | 1,956  | 4,1  | New  |
|               | Green                | Stephen Gray         | 1,443  | 3,0  | 1.7  |
| Majorité      | Majorité             | Majorité             | 208    | 0,4  | 16.9 |
| Participation | Participation        | Participation        | 47,744 | 63,5 | 2.8  |
|               | Travailliste retenir | Travailliste retenir | Swing  | 8.4  |      |

| Parti         | Parti                | Candidat             | Voix   | %    | ±    |
| ------------- | -------------------- | -------------------- | ------ | ---- | ---- |
|               | Travailliste         | Geoffrey Robinson    | 26,894 | 54,0 | 13.0 |
|               | Conservateur         | Resham Kotecha       | 18,314 | 36,7 | 5.7  |
|               | UKIP                 | Michael Gee          | 1,525  | 3,1  | 12.6 |
|               | Libéral Démocrate    | Andrew Hilton        | 1,286  | 2,6  | 1.4  |
|               | Indépendant          | Ciaran Norris        | 1,164  | 2,3  | New  |
|               | Green                | Stephen Gray         | 666    | 1,3  | 3.0  |
| Majorité      | Majorité             | Majorité             | 8,580  | 17,3 | 7.3  |
| Participation | Participation        | Participation        | 49,849 | 66,3 | 5.6  |
|               | Travailliste retenir | Travailliste retenir | Swing  |      |      |

| Parti         | Parti                | Candidat             | Voix   | %    | ±    |
| ------------- | -------------------- | -------------------- | ------ | ---- | ---- |
|               | Travailliste         | Geoffrey Robinson    | 18,557 | 41,0 | 1.8  |
|               | Conservateur         | Parvez Akhtar        | 14,048 | 31,0 | 1.7  |
|               | UKIP                 | Harjinder Sehmi      | 7,101  | 15,7 | 12.9 |
|               | Green                | Laura Vesty          | 1,961  | 4,3  | 3.2  |
|               | Libéral Démocrate    | Andrew Furse         | 1,810  | 4,0  | 13.9 |
|               | TUSC                 | Dave Nellist         | 1,769  | 3,9  | New  |
| Majorité      | Majorité             | Majorité             | 4,509  | 10,0 | 3.5  |
| Participation | Participation        | Participation        | 45,246 | 60,7 | 2.8  |
|               | Travailliste retenir | Travailliste retenir | Swing  |      |      |

| Parti         | Parti                                | Candidat             | Voix   | %    | ±   |
| ------------- | ------------------------------------ | -------------------- | ------ | ---- | --- |
|               | Travailliste                         | Geoffrey Robinson    | 19,936 | 42,8 | 5.2 |
|               | Conservateur                         | Gary Ridley          | 13,648 | 29,3 | 2.7 |
|               | Libéral Démocrate                    | Vincent McKee        | 8,344  | 17,9 | 0.5 |
|               | BNP                                  | Edward Sheppard      | 1,666  | 3,6  | 0.1 |
|               | UKIP                                 | Mark Nattrass        | 1,295  | 2,8  | 1.0 |
|               | Indépendant                          | Nobby Clarke         | 640    | 1,4  | New |
|               | Green                                | Justin Wood          | 497    | 1,1  | New |
|               | Socialiste Alternative               | Nicky Downes         | 370    | 0,8  | 0.7 |
|               | Christian Movement for Great Britain | William Sidhu        | 164    | 0,4  | New |
| Majorité      | Majorité                             | Majorité             | 6,288  | 13,5 |     |
| Participation | Participation                        | Participation        | 46,560 | 63,9 | 3.8 |
|               | Travailliste retenir                 | Travailliste retenir | Swing  | 3.9  |     |

### Élections dans les années 2000
| Parti         | Parti                  | Candidat             | Voix   | %    | ±   |
| ------------- | ---------------------- | -------------------- | ------ | ---- | --- |
|               | Travailliste           | Geoffrey Robinson    | 20,942 | 48,2 | 3.2 |
|               | Conservateur           | Brian Connell        | 11,627 | 26,8 | 0.9 |
|               | Libéral Démocrate      | Iona Anderson        | 7,932  | 18,3 | 4.6 |
|               | BNP                    | David Clarke         | 1,556  | 3,6  | New |
|               | UKIP                   | Sandra List          | 766    | 1,8  | 0.3 |
|               | Socialiste Alternative | Nicky Downes         | 615    | 1,4  | New |
| Majorité      | Majorité               | Majorité             | 9,315  | 21,4 | 4.1 |
| Participation | Participation          | Participation        | 43,438 | 59,4 | 3.9 |
|               | Travailliste retenir   | Travailliste retenir | Swing  | 2.0  |     |

| Parti         | Parti                | Candidat             | Voix   | %    | ±    |
| ------------- | -------------------- | -------------------- | ------ | ---- | ---- |
|               | Travailliste         | Geoffrey Robinson    | 21,892 | 51,4 | 5.5  |
|               | Conservateur         | Andrew Fairburn      | 11,018 | 25,9 | 0.4  |
|               | Libéral Démocrate    | Napier Penlington    | 5,832  | 13,7 | 3.2  |
|               | Indépendant          | Christine Oddy       | 3,159  | 7,4  | New  |
|               | UKIP                 | Mark Benson          | 650    | 1,5  | New  |
| Majorité      | Majorité             | Majorité             | 10,874 | 25,5 | 5.1  |
| Participation | Participation        | Participation        | 42,551 | 55,5 | 15.2 |
|               | Travailliste retenir | Travailliste retenir | Swing  |      |      |

### Élections dans les années 1990
| Parti         | Parti                   | Candidat             | Voix   | %     | ±   |
| ------------- | ----------------------- | -------------------- | ------ | ----- | --- |
|               | Travailliste            | Geoffrey Robinson    | 30,901 | 56,86 | '   |
|               | Conservateur            | Paul Bartlett        | 14,300 | 26,33 |     |
|               | Libéral Démocrate       | Napier Penlington    | 5,690  | 10,48 |     |
|               | Référendum              | Douglas Butler       | 1,269  | 2,34  | New |
|               | Socialiste Travailliste | Dave Spencer         | 940    | 1,73  | New |
|               | Libéral                 | Rob Wheway           | 687    | 1,27  | New |
|               | ProLife Alliance        | Paul Mills           | 359    | 0,66  | New |
|               | Rainbow Dream Ticket    | Leslie Francis       | 176    | 0,32  | New |
| Majorité      | Majorité                | Majorité             | 16,601 | 30,56 |     |
| Participation | Participation           | Participation        | 54,322 | 70,69 |     |
|               | Travailliste retenir    | Travailliste retenir | Swing  |       |     |

| Parti         | Parti                | Candidat             | Voix   | %    | ±   |
| ------------- | -------------------- | -------------------- | ------ | ---- | --- |
|               | Travailliste         | Geoffrey Robinson    | 20,349 | 51,7 | 2.7 |
|               | Conservateur         | Agnes A. B. Hill     | 13,917 | 35,4 | 0.7 |
|               | Libéral Démocrate    | Ann Simpson          | 5,070  | 12,9 | 3.4 |
| Majorité      | Majorité             | Majorité             | 6,432  | 16,3 | 2.0 |
| Participation | Participation        | Participation        | 39,336 | 77,6 | 2.8 |
|               | Travailliste retenir | Travailliste retenir | Swing  | 1.0  |     |

### Élections dans les années 1980
| Parti         | Parti                | Candidat             | Voix   | %     | ± |
| ------------- | -------------------- | -------------------- | ------ | ----- | - |
|               | Travailliste         | Geoffrey Robinson    | 19,450 | 49,00 | ' |
|               | Conservateur         | James Powell         | 13,787 | 34,73 |   |
|               | Social Démocratique  | Hywel Jones          | 6,455  | 16,26 |   |
| Majorité      | Majorité             | Majorité             | 5,663  | 14,27 |   |
| Participation | Participation        | Participation        | 39,692 | 74,76 |   |
|               | Travailliste retenir | Travailliste retenir | Swing  |       |   |

| Parti         | Parti                | Candidat             | Voix   | %     | ± |
| ------------- | -------------------- | -------------------- | ------ | ----- | - |
|               | Travailliste         | Geoffrey Robinson    | 17,239 | 44,29 | ' |
|               | Conservateur         | Anthony Coombs       | 14,201 | 36,49 |   |
|               | Liberal              | W. Talbot            | 7,479  | 19,22 |   |
| Majorité      | Majorité             | Majorité             | 3,038  | 7,80  |   |
| Participation | Participation        | Participation        | 38,919 | 74,74 |   |
|               | Travailliste retenir | Travailliste retenir | Swing  |       |   |

### Élections dans les années 1970
| Parti         | Parti                   | Candidat             | Voix   | %     | ±   |
| ------------- | ----------------------- | -------------------- | ------ | ----- | --- |
|               | Travailliste            | Geoffrey Robinson    | 19,460 | 50,13 | '   |
|               | Conservateur            | D. Miles             | 15,489 | 39,90 |     |
|               | Liberal                 | C. Poole             | 3,413  | 8,79  |     |
|               | National Front          | A. Stewart           | 359    | 0,92  | N/A |
|               | More Prosperous Britain | Tom Keen             | 98     | 0,25  | N/A |
| Majorité      | Majorité                | Majorité             | 3,971  | 10,23 |     |
| Participation | Participation           | Participation        | 38,819 | 79,21 |     |
|               | Travailliste retenir    | Travailliste retenir | Swing  |       |     |

| Parti         | Parti                   | Candidat             | Voix   | %     | ±       |
| ------------- | ----------------------- | -------------------- | ------ | ----- | ------- |
|               | Travailliste            | Geoffrey Robinson    | 17,118 | 47,72 | 4.14    |
|               | Conservateur            | Jonathan Guinness    | 13,424 | 37,42 | 6.08    |
|               | Liberal                 | Alan Leighton        | 4,062  | 11,32 | 4.34    |
|               | National Front          | Andrew Fountaine     | 986    | 2,75  | Nouveau |
|               | National Party          | John Kingsley Read   | 208    | 0,60  | Nouveau |
|               | More Prosperous Britain | Thomas Keen          | 40     | 0,11  | Nouveau |
|               | Logic Party             | William Dunmore      | 33     | 0,09  | Nouveau |
| Majorité      | Majorité                | Majorité             | 3,694  | 10,30 |         |
| Participation | Participation           | Participation        | 35,871 |       |         |
|               | Travailliste retenir    | Travailliste retenir | Swing  |       |         |

| Parti         | Parti                | Candidat             | Voix   | %     | ±       |
| ------------- | -------------------- | -------------------- | ------ | ----- | ------- |
|               | Travailliste         | Maurice Edelman      | 19,205 | 51,86 | '       |
|               | Conservateur         | Jonathan Guinness    | 11,717 | 31,64 |         |
|               | Liberal              | P. Newnham           | 5,798  | 15,66 | Nouveau |
|               | PEOPLE               | Lesley Whittaker     | 313    | 0,85  |         |
| Majorité      | Majorité             | Majorité             | 7,488  | 20,22 |         |
| Participation | Participation        | Participation        | 37,033 | 75,20 |         |
|               | Travailliste retenir | Travailliste retenir | Swing  |       |         |

| Parti         | Parti                                  | Candidat         | Voix   | %     | ± |
| ------------- | -------------------------------------- | ---------------- | ------ | ----- | - |
|               | Travailliste                           | Maurice Edelman  | 22,089 | 56,55 | ' |
|               | Conservateur                           | C. L. Wade       | 15,431 | 39,50 |   |
|               | PEOPLE                                 | Lesley Whittaker | 1,542  | 3,95  |   |
| Majorité      | Majorité                               | Majorité         | 6,658  | 17,04 |   |
| Participation | Participation                          | Participation    | 39,062 | 79,78 |   |
|               | Travailliste vainqueur (nouveau siège) |                  |        |       |   |